# كفار دانيال

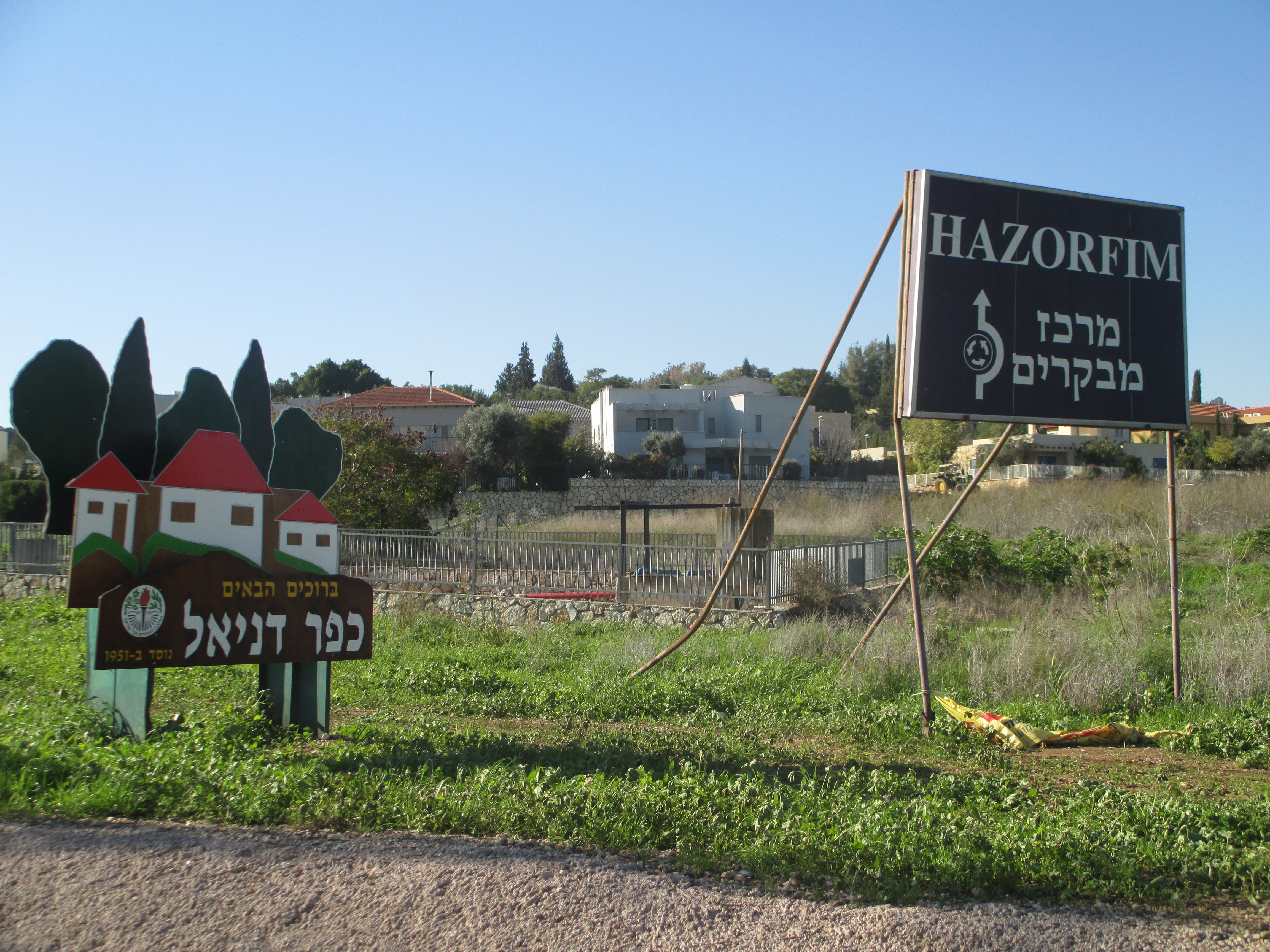
مدخل موشاف كفار دانيال

كفار دانيال (بالعبرية: כְּפַר דָּנִיֵּאל) هي موشاف تعاوني يقع في وسط إسرائيل ويتبع المجلس الإقليمي حيفيل موديعين. تأسس الموشاف في 9 أكتوبر 1949 على بعد أربعة كيلومترات جنوب شرق اللد على أرض قرية دانيال التي هُجرت ودُمرت في عام 1948. بلغ عدد سكانه في عام 2020 نحو 698 نسمة ويغطي مساحة 2,900 دونم.